# Hans Brydniak
Hans Brydniak (* 17. Mai 1937) ist ein deutscher Diplom-Ingenieur und Basketballer, ein ehemaliger Erstliga- und Nationalspieler, Anfang der 1960er Jahre zweifacher Deutscher Basketballmeister mit Alemannia Aachen sowie ein im beruflichen Ruhestand aktiver Basketballtrainer und lizenzierter Schiedsrichter. Für die Basketball-Gemeinschaft im badischen Karlsbad (BG Karlsbad) war der ehemalige Basketballnationalspieler von 2005 bis 2012 als „Freizeittrainer“ aktiv, um Mini-Basketballer sowie jugendliche und junge Basketballer, weitab von jeder regionalen Basketballhochburg, in ihrer Entwicklung zu fördern und dabei zu helfen ihren Weg als Basketballer mit Freude und Erfolg zu gestalten.

## Erstligabasketballer in der Oberliga
Hans Brydniak ist ein Spieler aus der Heidelberger Basketballschule, die in der Nachkriegszeit, seit 1946, ganz wesentlich durch den späteren DBB-Präsidenten Anton Kartak als Spieler, Trainer und Funktionär begründet wurde. Am Ende der Spielzeit 1953/54 wurde er mit seinen Mannschaftskameraden vom BC Heidelberg Deutscher Jugendmeister des Deutschen Basketball Bundes (DBB).
Als Erstligaspieler war Hans Brydniak für den TV Heidelberg und Alemannia Aachen aktiv. Er war ein basketballtechnisch exzellent ausgebildeter sowie sehr athletischer und robuster Spieler, beeinflusst von der in Heidelberg damals präsenten „lettischen und US-amerikanischen Basketballschule“. Hans Brydniak war ein reboundstarker Frontcourtspieler und spielte im Angriff in der Regel als Forward auf einem der Flügel.

### Vize-Basketballmeister mit dem Heidelberger TV
Mit Bruder Peter Brydniak konnte Hans Brydniak in der Mannschaft des Heidelberger TV zum Abschluss der Saison 1956/57 die Endrunde des DBB-Erstligabasketballs erreichen und in das Finale einziehen. Im Endspiel konnte sich der Lokalrivale USC Heidelberg mit Erfolg durchsetzen (67:47) und die USC-Spieler um den damaligen Rekordnationalspieler Oskar „Ossi“ Roth, Vater der „Handballzwillinge“ Michael Roth und Ulrich Roth, bekamen zum ersten Mal den Meisterschild des DBB überreicht.

### Zweimaliger Basketballmeister mit Alemannia Aachen
In Aachen spielte Hans Brydniak, in seiner Zeit als Student an der RWTH Aachen, mit einer Reihe der leistungsstärksten Spieler der damals erstklassigen Oberliga, auch aus der ehemaligen DDR, aus Belgien, der Türkei und den USA, zusammen. Dazu gehörten zum Beispiel 2,03-Meter-Center Rolf Bader (später SSV Hagen), Guard Hans Grüttner, Guard Machmut Kulein (später SSV Hagen), 2,05-Meter-Center John Loridon aus Belgien (in den Jahren 1957 bis 1967 fünfmal „FIBA All Star Game Player“), „Captain“ Gene Moss aus den USA (2,05 m), Forward Klaus Schulz (später Club Baloncesto Estudiantes Madrid und FC Bayern München) und dem erfolgreichsten deutschen Basketballspieler der 1960er Jahre, 2-Meter-Center Klaus Weinand (später VfL Osnabrück und Teilnehmer Olympische Sommerspiele 1972), zusammen. Nachdem die Aachener Spieler 1962 in Wiesbaden als eindeutiger Favorit in das Endspiel gegen den damaligen Rekordmeister gingen und der USC Heidelberg zum sechsten Mal den Meisterschild vom Präsidenten des DBB, Gerhard Nacke-Erich, überreicht bekamen, wurden die Aachener Spieler ihrer Favoritenrolle in den beiden Folgespielzeiten, 1962/63 und 1963/64, gerecht und konnten in den Jahren 1963 und 1964 jeweils Deutscher Basketballmeister des DBB.

## Internationale Wettkämpfe

### FIBA Europapokal der Landesmeister
Zweimal nahm Hans Brydniak mit dem Meister-Team der Alemannia am FIBA Europapokal der Landesmeister teil, um den DBB in diesem FIBA Wettbewerb zu repräsentieren. Er spielte dabei mit dem Meisterteam der Aachener Alemannia im European Championscup 1964 im Achtelfinale gegen den späteren Europapokalgewinner Real Madrid und im Championscup 1965 in der Runde 1 gegen Honved SE Budapest.

### Länderspiele und FIBA-Turniere
Hans Brydniak wurde dreißig Mal, von den Bundestrainern Theodor Vychodil und Branimir Volfer, zu Länderspielen des DBB in die Kader der A-Nationalmannschaft berufen. Er spielte zwei FIBA Europameisterschaften – EM 1957 in Sofia und EM 1961 in Belgrad. Die an einen Top-Basketballers der damaligen Zeit, wie dem Studenten Hans Brydniak gerichteten Herausforderungen bestanden stets darin, die Anforderungen des nationalen und internationalen Basketballspielbetriebes mit den Anforderungen aus dem universitären Lehrbetrieb im Alltag zielführend in Einklang zu bringen.

## Maxi-Basketballer
Mehr als zehn Jahre nach Abschluss seiner Karriere als Erstligabasketballer rückte Hans Brydniak noch einmal in den Fokus der Aufmerksamkeit der interessierten Basketballer, als er in der Hansestadt Hamburg in den Jahren 1976 bis 1978 mit den ehemaligen Basketball-Bundesligaspielern Egon Homm, früher VfL Osnabrück, Jürgen Suchantke, ehemaliger Mannschaftskapitän TSV 1860 München, und Rassem Yahya, früher USC Heidelberg und VfL Osnabrück, sowie dem früheren Erstligaspieler Niki Peripletschikov (Post Hannover) als Maxi-Basketballer für den BV Alster in der Stadtliga der Hamburger Basketballer eine führende Rolle spielte. Mit dem damals staatenlosen Palästinenser und syrischem Nationalspieler Rassem Yahya, in den 1960er Jahren einer der besten und leistungsstärksten Basketballer im Bereich des DBB, stand Hans Brydniak 1962 im Endspiel um die Deutsche Basketballmeisterschaft, das der USC Heidelberg mit 69:65 für sich entscheiden konnte, in Wiesbaden auf dem Parkett. In dem 1962er Finale erzielte Rassem Yahya zwanzig Punkte für den Deutschen Basketballmeister 1962, Hans Brydniak für den Vize-Meister Alemannia Aachen dreizehn.

## Basketballtrainer
Der Basketballer Hans Brydniak, Ruheständler im Beruf, vermittelt als ein lizenzierter Trainer und Schiedsrichter, den basketballbegeisterten Kindern und Jugendlichen aus der Region Karlsbad unter anderem eine solide Grundschule der Basketballtechnik und den Ligaspielern taktisches Verhalten auf dem Spielfeld. Weiter hat er insgesamt für bessere Trainingsmöglichkeiten der Basketballer in Karlsbad gesorgt und leitet dort in einer vorbildlich engagierten Weise in den Schulferien Basketballcamps für basketballinteressierte „Kids“.
Hans Brydniak trainierte vor seiner Zeit in Karlsbad Frauenmannschaften des TV Heidelberg und des Hamburger SV (mit den HSV-Damen stieg er 1977 aus der Bundesliga ab) sowie Männermannschaften des Hamburger SV, der FC Bayern München und des MTV Ingolstadt.